# Clejani
Clejani [ˈkleʒanʲ] ist eine Gemeinde im Kreis Giurgiu in der Großen Walachei in Rumänien.

## Lage
Clejani liegt in der Walachischen Tiefebene am rechten Ufer des Flusses Neajlov am Drum național 6. Die Kreishauptstadt Giurgiu befindet sich etwa 56 km südlich, die Landeshauptstadt Bukarest 50 km nordöstlich.

## Bevölkerung
Bei der Volkszählung 2002 wurden in der Gemeinde Clejani 3.488 Einwohner registriert, darunter waren es 3.065 Rumänen und 380 Roma.

## Verkehr
Clejani besitzt keinen Bahnanschluss. Mehrmals täglich bestehen Busverbindungen nach Bukarest.

## Persönlichkeiten
Die Gemeinde ist berühmt für ihre Musiker der Minderheit der Roma, insbesondere die Band Taraf de Haïdouks und Mitglieder der Mahala Rai Banda.